# Gerard Walschap
Jacob Lodewijk Gerard baron Walschap (Londerzeel, 9 juli 1898 – Antwerpen, 25 oktober 1989) was een Belgisch schrijver, vooral van romans. Hij was de vader van auteur Carla Walschap.

## Biografie
Walschap was de zoon van een kleine kruidenier. Hij was op school een goede leerling en wilde missionaris worden, en grootse dingen doen, volkeren bekeren, zoals hij later zelf zei. In Leuven begon hij aan de studie voor priester, maar vlak voor hij de eerste wijdingen zou ontvangen, stopte hij ermee. Hij besefte dat priesterschap en celibaat niet aan hem waren besteed. Hij ging werken op de redactie van het katholieke Vlaamse weekblad Het Vlaamsche Land en later voor Hooger Leven. Hij begon de Deense, Noorse en Russische grote auteurs te lezen en kwam stilaan tot nieuwe inzichten over schrijven, inzichten die hij een leven lang zou toepassen en waarvoor hij door de katholieke Kerk zou worden aangevallen en gecensureerd. Hij wilde in eerste instantie een epische romankunst: (..) Een roman is een verhaal, dat wil zeggen een opeenvolging van gebeurtenissen, waarin een zin ligt en waarin een knoop wordt gelegd, die op het einde wordt ontward. Het is niet gevuld met natuurbeschrijvingen en gekunstelde franjes, bladzijden lang (..). Hij wilde weg van de anekdotische, brave, folkloristische vertellingen van zijn vrienden Felix Timmermans, Ernest Claes, Stijn Streuvels en anderen.

### Debuut
Als schrijver debuteerde hij met romantische verzen en enkele katholiek getinte toneelstukken. In 1925 trouwde hij met Marie-Antoinette "Ninette" Theunissen (1901-1979), met wie hij vier zonen en een dochter kreeg — en tijdens een vakantie in Wenduine in de zomer van 1928 begon hij met het schrijven van wat een novelle volgens de nieuwe inzichten moest worden. Maar, vertelde hij daarover zelf, ik kon niet meer stoppen, ik schreef en schreef maar. En toen het af was, had ik Adelaïde geschreven.
Toch verscheen Waldo als zijn eerste roman in 1928. Walschap was er allesbehalve tevreden over. Ik schreef hem in afleveringen, uit kopij-nood, zei hij, en ik publiceerde hem uit geldnood. Wanneer Adelaïde in 1929 verschijnt, verwachtte Walschap alle lof van de — hoofdzakelijk katholieke — Vlaamse pers. Veiligheidshalve had hij het manuscript vooraf aan een bevriend priester te lezen gegeven, die hem had gerustgesteld. Tot zijn grote verbazing kreeg hij heel katholiek Vlaanderen over zich heen, hij werd een afvallige genoemd, uitgescholden voor pornograaf en gecensureerd — het Algemeen Secretariaat van de Katholieke Boekhandel (ASKB) controleerde meer dan 80% van de bibliotheken — waardoor hij zijn broodwinning kwijtraakte. Zijn boeken kwamen op de beruchte index. De botsing met de katholieke moraal was het begin van een strijd die lang zou duren, maar in Walschaps voordeel zou worden beslecht: hij gaf Vlaanderen een (...) inhoudelijk nieuwe roman, in een frisse, zakelijke stijl, authentiek en sociaal bewogen, met mensen van vlees en bloed en emoties, in de realiteit van hun dagelijks bestaan, los van het keurslijf van een verdrukkend geloof en een onmenselijke kerk (..).
In oktober 1940 werd hij benoemd tot inspecteur van de Openbare Bibliotheken.
In 1943 legde hij de nieuwe normen voor de romankunst vast in het essay Voorpostgevechten. Over zijn strijd tegen het onrecht hem aangedaan door de kerk schreef hij in Vaarwel dan (1940) en ook later nog in Salut en merci (1955).

### Houtekiet
Zijn bekendste werk is wellicht de roman Houtekiet, uit 1939, de roman van de nieuwe mens in een vrije maatschappij. Walschap zegt hierover:
Houtekiet is de nieuwe mens, de man die verstandig en bekwaam leeft, seksueel en creatief, rechtvaardig en volkomen los van zijn voormalig geloof, ethisch en sociaal geëngageerd. Houtekiet, dat ben ik zelf (..)."
In 1961 kwam hierop een vervolg met Nieuw Deps.
Naast romans schreef hij ook essays, toneel- en poppenspelteksten en kinderboeken

## Prijzen

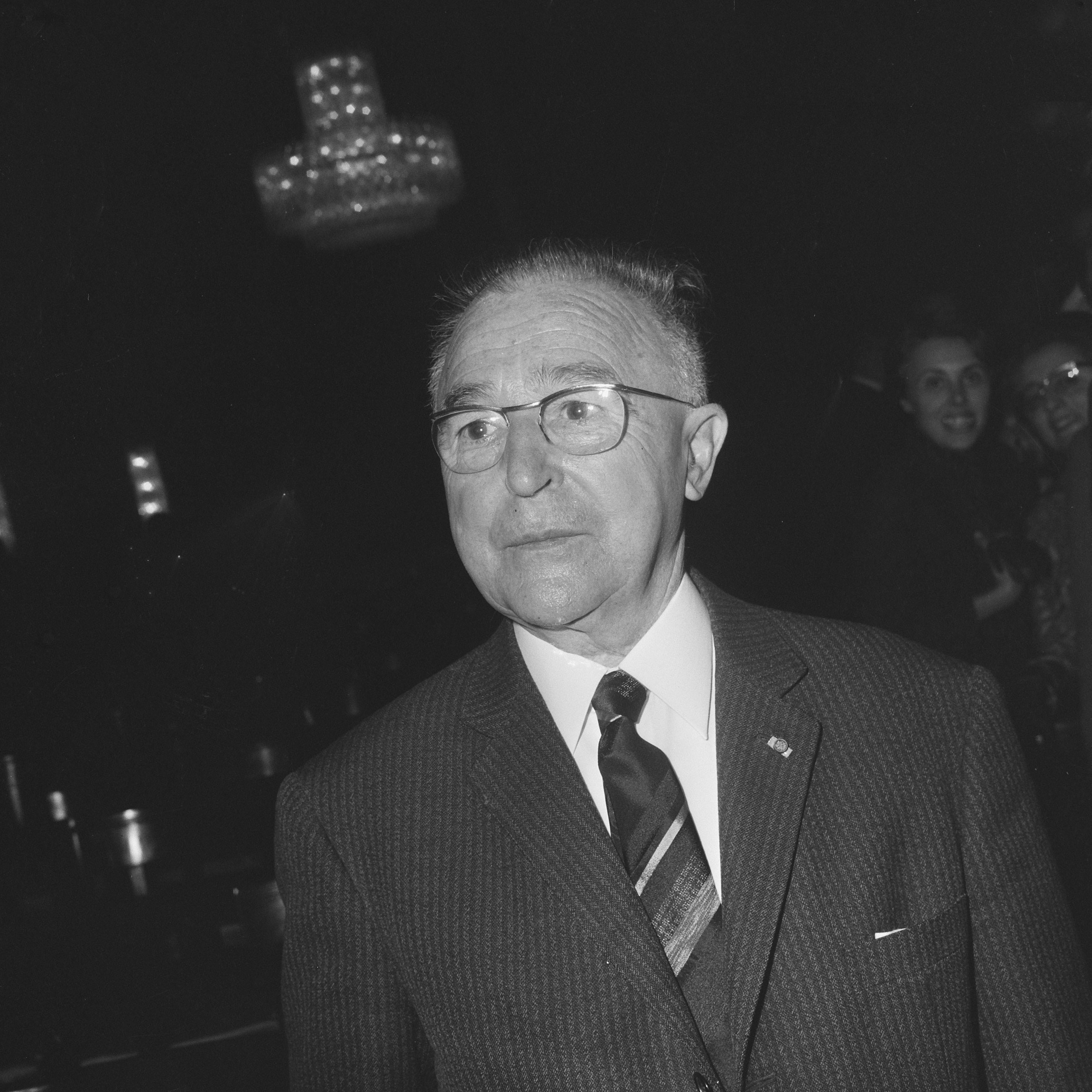
Walschap (1968)

Toen hij stierf was Walschap de meest gelauwerde auteur in Vlaanderen: tweemaal de driejaarlijkse staatsprijs voor de roman, namelijk voor Trouwen en Zuster Virgilia; de driejaarlijkse prijs voor de koloniale roman voor Oproer in Congo (1953); de vijfjaarlijkse prijs ter bekroning van een ganse carrière, na zijn pensionering in 1965, en ten slotte uit de handen van de Nederlandse koningin de Prijs der Nederlandse Letteren in 1968.
In 1976 werd hij door koning Boudewijn in de erfelijke adel verheven met de persoonlijke titel van baron.
Kort voor zijn dood zei hij:
(..) Ik leef nu in de zoete overtuiging dat ik mijn van jongsaf aangebonden strijd over geheel de lijn gewonnen heb. De vuile hetze die tegen mij eerst werd gevoerd, zwijgt beschaamd; de morele vrijheid die ik voor de Vlaamse schrijvers heb opgeëist, wordt zelfs door katholieke schrijvers als vanzelfsprekend gebruikt, de grapjasserij en de literatureluurderij zijn verzwonden, onze letterkunde bloeit tot in de jongste generatie. Het is schoon daartoe te hebben bijgedragen. Ik ben trots op mijn werk, want ik heb mijn ambitie verwezenlijkt. Ik heb grootse dingen gedaan en volkeren bekeerd, zij het niet diegene, die ik als kind voor ogen had, maar ik heb mijn voorgenomen martelaarschap en heldhaftigheid waargemaakt: ik heb alles gezegd wat ik te zeggen had, op een mooie manier, en daarvoor op mijn kop gekregen, vijftig jaar lang (..).
Na de dood van de schrijver in 1989 stelde Hendrik Seghers - die ook te Londerzeel woonde en die eerder voor de rehabilitatie van de schrijver had geijverd - samen met de gemeente Londerzeel de Seghers-Literatuurprijs Gerard Walschap-Londerzeel in te zijner nagedachtenis. Hij werd op het Schoonselhof begraven.

## Publicaties
- Liederen van leed (1923, gedichten)
- Flirt (1924, toneel)
- Levens' vier seizoenen (1924, toneel)
- Dies irae (1924, toneel)
- Lente (1924, toneel)
- De loutering (1925, gedichten)
- De vuurproef (1925, toneel, samen met Frans Delbeke)
- Franciscus en de jongeren (1926, artikel in 'Hooger Leven')
- Maskaroen (1927, toneel)
- Slimke. Een boekje voor kinderen (1927)
- Waldo (1928, roman)
- Adelaïde (1929, roman)
- Volk (1930, verhalen) (waarin: Leven de grafmaker - Teugels' Gust - De goddeloosheid van Soo Kommer - Petrus)
- De dood in het dorp (1930, verhalen) (omvattend: De neutrale Pastoor - Leven van Soo Moereman - Het Verlangen van Stieneke - J. De Zoete, Barbier, Estaminet - De Meester - Huybrechs-Bergé - De goddeloosheid van Soo De Kommer - De Mops - Het onnozel leven van Gielen - Het droevig Leven van Rozeken - Leven van Zjeppen - Die van Cuypers)
- Uitingen in de moderne wereldletterkunde (1930, essay)
- Eric (1931, roman)
- Nooit meer oorlog (1931, pamflet)
- Jan Frans Cantré (1932, monografie)
- Carla (1933, roman)
- Trouwen (1933, roman)
- Celibaat (1934, roman)
- De vierde koning (1935, kinderverhaal)
- Een mens van goede wil (1936, roman)
- De kermis te Pontosie (1937, toneel)
- De Spaansche gebroeders (1937, toneel)
- Sibylle (1938, roman)
- Het kind (1939, roman)
- De familie Roothooft (Adelaïde, Eric, Carla) (1939, roman)
- Houtekiet (1939, roman)
- Vaarwel dan ! (1940, brochure)
- Bejegening van Christus (1940, roman)
- De wereld van Soo Moereman (1941, verhaal)
- Zotje Petotje. Vertelsel voor Bruno en andere kapoentjes (1941, kinderverhaal)
- Gansje Kwak (1942, kinderverhaal)
- Denise (1942, roman)
- Genezing door aspirine (1943, verhaal)
- Voorpostgevechten (1943, essay)
- De consul (1943, roman)
- Tor (1943, roman)
- Wing en Wong (1945, jeugdverhaal)
- De goede smokkelaar (1945, verhaal)
- Ons Geluk (1946, roman)
- De pacificatiepartij (1946, essay)
- Beeld van de humanist (1947, brochure)
- Zwart en wit (1948, roman)
- Voor geestelijke vrijheid (1948, brochure = 2e druk van Beeld van de humanist)
- Moeder (1950, roman)
- Zuster Virgilia (1951, roman)
- Hulde aan Dr. J. Lindemans (1952, essay)
- Hulde aan Stijn Streuvels (1952, essay)
- De toekomst van de letterkunde (1952, essay)
- Lof der academie (1952, essay)
- Janneman en de heks (1953; poppenspel)
- Oproer in Kongo (1953, roman)
- De graaf (1953, verhaal)
- Het kleine meisje en ik (1953, verhalen) (waarin: Moord op het wit konijntje - Corruptie bij een schildpad - De twee katjes - De rashond - Speelgoed van Sint-Niklaas - Het vosken - De boodschappen voor het consulaat)
- Manneke Maan (1954, roman)
- Salut en merci (1955, pamflet)
- Janneke en Mieke in de oorlog (1955, kinderverhaal)
- Zotje Petotje thuis weg (1956, kinderverhaal)
- Paul komt thuis (1956, toneel)
- De Française (1957, roman)
- De verloren zoon (1958, roman)
- August Van Cauwelaert (1959, essay)
- De ongelooflijke avonturen van Tilman Armenaas (1960, roman)
- Nieuw Deps (1961, roman)
- Genezing door aspirine en andere verhalen (1963, verhalen) (waarin: Genezing door aspirine - De graaf - Het voske)
- Celibaat (1963, roman)
- Muziek voor twee stemmen (1963, essay)
- Alter ego (1964, roman)
- Julien Kuypers (1966, essay)
- De kaartridder van Heppeneert (1966, verhaal)
- Het gastmaal (1966, roman)
- Dossier Walschap (1966, verhalen) (omvattend: Vaarwel dan - Voorpostgevechten - Salut en merci - Weten en geloven in Vlaanderen = hoofdstuk 8 van Muziek voor twee stemmen)
- Twee broers en hun kat (1966, kinderverhaal in Rippedepik)
- De deugniet en de arme vrouw (1966, kinderverhaal in Rippedepik)
- Een ezel als getuige (1966, kinderverhaal in Rippedepik)
- De arme rickshawloper (1966, kinderverhaal in Rippedepik)
- De oneerlijke stovenmaker (1966, kinderverhaal in Rippedepik)
- Het beursje met de gouden dollars (1966, kinderverhaal in Rippedepik)
- De slimme rechter (1966, kinderverhaal in Rippedepik)
- De kunstenaar en zijn volk (1967, essay)
- Het avondmaal (1968, roman)
- De culturele repressie (1969, satirische roman)
- Het Poppenspel in de Kunst (1969, essay)
- Omnibus (1969) (waarin: Houtekiet - Zuster Virgilia - Celibaat)
- Zotje verkoopt een paard (1971, verhaal in Rippedepik)
- Van een olifant die struikrover werd (1973, kinderverhaal)
- Vijf van Walschap (1974, verhalenbundel) (omvattend: Het voske - De consul - De kaartridder van Herpeneert - Genezing door aspirine - De graaf)
- Het Oramproject (1975, roman)
- Omnibus (1977) (waarin: Trouwen - Het kind - Moeder)
- Vertelsel van de acht broers (1978, kinderverhaal)
- Sprookjes (1978, verjaardagsomnibus) (waarin: Vertelsels van de 8 broers - De olifant die struikrover werd - Wing en Wong in Amerika - De slimme rechter)
- De heilige Jan Mus (1979, roman)
- Rustoord (1979, roman)
- Tweede Walschapomnibus (kinderverhalen) (waarin: Zotje ¨Petotje weer thuis - Slimke Gazelle en de gazelleneter- Gansje Kwak zoekt Carry)
- Verzameld Werk. Deel 1 (1988) (waarin: Waldo - Adelaïde - Eric - Carla - Volk - De dood in het dorp - Nooit meer oorlog - Trouwen - Celibaat)
- Verzameld Werk. Deel 2 (1989) (waarin: De vierde koning - Een mens van goede wil - Sybille - Het kind - Houtekiet - Bejegening van Christus - Vaarwel dan - De wereld van Soo Moereman)
- Autobiografie van mijn vader (1989)
- Verzameld Werk. Deel 3 (1990) (waarin: Denise - Voorpostgevechten - De consul - Tor - Genezing door aspirine - De goede smokkelaar - Ons geluk - De pacificatiepartij - Beeld van de humanist - Voor geestelijke vrijheid - Zwart en wit)
- Verzameld Werk. Deel 4 (1991) (waarin: Moeder - Zuster Virgilia - Oproer in Kongo - Het kleine meisje en ik - De graaf - Manneke Maan - Salut en merci - De Française)
- Verzameld Werk. Deel 5 (1992) (waarin: De verloren zoon - August Van Cauwelaert - De ongelooflijke avonturen van Tilman Armenaas - Nieuw Deps - Celibaat - Muziek voor twee stemmen)
- Verzameld Werk. Deel 6 (1993) (waarin: Alter ego - De kaartridder van Heppeneert - Het gastmaal - Het avondmaal - Ernest Claes of De kunstenaar en zijn volk - De culturele repressie - Het Oramproject - De heilige Jan Mus - Autobiografie van mijn vader)
- Het heilig uilke (1996, verhaal)
- Brieven I, 1921-1950 (1998)
- Losgetrokken en in de wereld geworpen (1998, verhalenbundel) (waarin: Trouwen - De graaf - Vier verhalen uit De dood in het dorp - Voorpostgevechten)
- Metten Marten (postuum uitgegeven in 2012)[3]

## Biografie
- Jos Borré, Gerard Walschap: een biografie, Uitgeverij De Bezige bij, 1987 & 2013, ISBN 9789085424895